# Portus Magnus (Algérie)
Portus Magnus était un port romain dans l'ouest de la Maurétanie césarienne situé dans l'actuelle ville de Bethioua. Il était situé près du port romain Portus Divinus (actuel Mers el-Kébir) et de l'actuelle Oran (Algérie).

## Histoire

Une des mosaïques de la ville antique, conservée au musée municipal d'Oran.

Fondée sur les ruines d'un comptoir phénicien,, elle fut appelée Portus Magnus lors de la prise de la ville par les Romains. Le nom Portus Magnus signifie « Grand Port ». La ville devient l’une des plus grandes de la Maurétanie césarienne, à deux kilomètres de la mer où s’élève aujourd’hui l’agglomération de Bethioua, où l'on peut trouver les ruines de la vieille ville romaine. Elle est détruite par les Vandales au Ve siècle.